# Ватсьяян, Капила
Капила Ватсъяян (хинди कपिला वात्स्यायन; 25 декабря 1928, Дели, Британская Индия — 16 сентября 2020, Нью-Дели, Индия) — индийский ученый в области классической индийской и мировой культуры, искусства и археологии. Директор-основатель Национального центра искусств Индиры Ганди (Дели).

## Биография
Родилась в Дели, в семье Рама Лала Малика и его супруги Сатьявати.
Магистр английской литературы Делийского университета и магистр педагогики Мичиганского университета. Также имела докторскую степень Бенаресского индиуистского университета.
В 1970 году Ватсъяян была награждена стипендией Академии Сангит Натак — самой высокой наградой, присуждаемой Национальной академией музыки, танца и драмы Sangeet Natak. Также получила стипендию им. Лалита Кала — высшую награду в изобразительном искусстве, врученную Национальной академией искусств Индии в 1995 году, Премию Раджива Ганди в 2000 и награду Падма вибхушан в 2011 году, вторую по значению гражданскую награду Индии, присуждаемую правительством Индии.
С 31 марта 1994 года была иностранным членом РАН.

## Семья
Старший брат — поэт и критик Кешав Малик (1924—2014).
Была замужем за индийским поэтом и писателем Агьяей вплоть до его смерти в 1987 году.